# Nago
Pour les articles homonymes, voir Nago (homonymie).
Nago (名護市, Nago-shi) est une ville située sur l'île d'Okinawa, dans la préfecture d'Okinawa, au Japon. Son nom okinawaïen est Nagu.

## Géographie

### Situation
Nago est situé dans le nord de l'île d'Okinawa, au Japon. L'île Yagaji fait également partie de la ville.

### Démographie
Au 31 mars 2025, la population de Nago s'élevait à 64 288 habitants répartis sur une superficie de 210,90 km2.

## Histoire
Nago a été officiellement créée le1er août 1970 de la fusion de neuf anciens bourgs et villages. La ville a accueilli le 26e sommet du G8 en 2000.

## Culture locale
Le château de Nago, construit au XIVe siècle.

## Patrimoine culturel et naturel
La ville de Nago compte soixante-trois éléments désignés ou enregistrés comme patrimoine matériel, culturel ou naturel, au niveau national, préfectoral ou municipal. 
- Nom (japonais) (type d’enregistrement)

### Patrimoine matériel
- Bassin à eau en céramique Kogachi (古我知焼水盤?) (Municipal)
- Calligraphie par Tei Junsoku (程順則書軸?) (Municipal)
- Distillerie Tsukayama (津嘉山酒造所施設?) (National)
- Documents de la résidence Nakanoya à Gabosoka (我部祖河仲ノ屋文書?) (Municipal)
- Entrée de l’ancien collège agricole de Kunigami (旧国頭農学校玄関?) (National)
- « Espoir », sculpture de l’école primaire de Nago  (名護小学校の「のぞみの像」?) (Municipal)
- Jarre à anses en céramique Kogachi avec glaçure noire  (古我知焼黒釉耳付壷?) (Municipal)
- Jarre à quatre anses avec couvercle en céramique Tsuboya non vernie (壷屋焼焼締四耳蓋付壷?) (Municipal)
- Jarre funéraire en céramique Kogachi avec glaçure kwadīsā (古我知焼壷型クヮディーサー釉厨子甕?) (Municipal)
- Jarre funéraire en céramique Kogachi avec glaçure marron « ameyu »  (古我知焼壷型飴釉厨子甕?) (Municipal)
- Jarre funéraire (No. 924) en céramique Kogachi avec glaçure noire  (古我知焼壷型黒釉厨子甕 (登録924)?) (Municipal)
- Jarre funéraire (No. 2504) en céramique Kogachi avec glaçure noire  (古我知焼壷型黒釉厨子甕 (登録2504)?) (Municipal)
- Jarre funéraire (No.4739-2 ) en céramique Kogachi avec glaçure noire  (古我知焼壷型黒釉厨子甕 (登録4739-2)?) (Municipal)
- Petite jarre à eau en céramique Kogachi non vernie (古我知焼焼締小型水甕?) (Municipal)
- Pont en pierres d’Awa (安和の石橋?) (Municipal)
- Résidence Kugō à Yabu (屋部の久護家?) (Préfectoral)
- Résidence Uēki à Genka (源河ウェーキ?) (Municipal)
- Rouleau peint « Véritables vues des îles Ryūkyū » (「琉球嶌真景」絵巻?) (Municipal)
- Stèle Sanpu Ryūmyaku-hi (三府龍脉碑?) (Préfectoral)
- Urne funéraire de type « udun » (No. 6019) en céramique Kogachi (古我知焼御殿型厨子甕 (登録6019)?) (Municipal)
- Urne funéraire de type « udun » (No. 6020) en céramique Kogachi (古我知焼御殿型厨子甕 (登録6020)?) (Municipal)

### Patrimoine ethnologique
- Armes pour la chasse et la pêche au dauphin (ピトゥ狩漁具?) (Municipal)
- Bornes d’arpentages dans les collections du Musée de Nago (名護博物館収蔵のハル石?) (Municipal)
- Grenier à plancher surélevé de Gabusoka (名護市我部祖河の高倉?) (Préfectoral)
- Grenier à plancher surélevé de Janagusuku (謝名城の高倉?) (Municipal)
- Instruments funéraires de Gabu (我部の葬具一式?) (Municipal)
- Sanctuaire Kan'nondō de Kushi (久志の観音堂?) (Municipal)
- Site sacré de Kubo-no-Utaki à Awa (安和のくばのうたき?) (Préfectoral)
- Site sacré d’Ukkā-nu-Bijuru à Teniya (天仁屋ウッカーヌビジュル?) (Municipal)

### Sites historiques
- Amas coquillier de Yagaji Untenbaru Sabaya (屋我地運天原サバヤ貝塚?) (Préfectoral)
- Borne d’arpentage de Kōchi Matakauchibaru ウ (幸地又かうち原のハル石　ウ?) (Municipal)
- Borne d’arpentage de Kōchi Matakauchibaru ぬ (幸地又かうち原のハル石　ぬ?) (Municipal)
- Borne d’arpentage de Kogachi Uchiharabaru (古我知うちはら原のハル石?) (Municipal)
- Borne d’arpentage de Sedake Sentachibaru (瀬嵩さんたち原のハル石?) (Municipal)
- Mémorial des travaux d’amélioration de la rivière Haneji (改決羽地川碑記?) (Préfectoral)
- Site des marais salants de Gabu (我部の塩田跡?) (Municipal)
- Site du feu d’alerte de Bansachi à Teniya (天仁屋バンサチの火立跡?) (Municipal)
- Site du four de potier de la céramique Kogachi (古我知焼窯跡?) (Préfectoral)
- Source du poste de garde du magiri de Kushi (久志間切番所ガー?) (Municipal)
- Source Temiji de Kyoda (許田の手水?) (Municipal)
- Tombe de marins étrangers Urandā-baka (ウランダー墓?) (Municipal)

### Lieux de beauté pittoresque
- Chute d’eau de Todoroki (轟の滝?) (Préfectoral)
- Jardins de la distillerie Tsukayama (津嘉山酒造所庭園?) (National)
- Site du feu d’alerte de Bansachi à Teniya (天仁屋バンサチの火立跡?) (Municipal)

### Monuments naturels
- Badamier (Barringtonia racemosa) de Makiya (真喜屋のサガリバナ?) (Municipal)
- Camélias (Camellia japonica L.) dans le jardin du site sacré Ashagi à Nakaoji (仲尾次アシャギ庭のヤブツバキ群?) (Municipal)
- Chêne d’Okinawa (Quercus miyagii) d’Ōshittai (大湿帯のオキナワウラジロガシ?) (Municipal)
- Chêne ubame (Quercus phillyraeoides) de Kyoda (許田のウバメガシ?) (Municipal)
- Digitale variée (Erythrina variegata) de l’école primaire de Yabu (屋部小学校のデイゴ?) (Municipal)
- Faux-manguier (Cerbera manghas) d’Agarie (東江のミフクラギ?) (Municipal)
- Ficus superba de l’école primaire de Yagaji (屋我地小学校のアコウ?) (Municipal)
- Ficus superba de Sumuide (済井出のアコウ?) (Municipal)
- Figuier des banians (Ficus macrocarpa) du site rituel d’Abu Uganju (安部拝所のガジマル?) (Municipal)
- Figuier des banians « Hinpun Gajumaru » (Ficus macrocarpa) de Nago (名護のひんぷんガジュマル?) (National)
- Forêt d’Hernandia nymphaeaefolia Kubizki du site sacré de Miyazato Mee-nu-utaki (宮里前の御嶽のハスノハギリ林?) (Préfectoral)
- Fukugis (Garcinia subelliptica) du site du poste de garde de Nago (名護番所跡のフクギ群?) (Préfectoral)
- Ginkgo d’Ōura (大浦のイチョウ?) (Municipal)
- Mangrove d’Ōura (大浦のマングローブ林?) (Municipal)
- Margousier à feuilles de Frêne (Melia azedarach) de l’école primaire de Sekita (瀬喜田小学校のセンダン?) (Municipal)
- Pin de Saion de Kawakami (川上の蔡温松?) (Municipal)
- Pin sacré Ukami-māchi de Sokoniya (底仁屋の御神松?) (Municipal)
- Plis de Kayō (名護市嘉陽層の褶曲?) (National)
- Rangée de badamiers (Terminalia catappa) de Yaga (屋我のコバテイシ並木?) (Municipal)
- Réserve naturelle des monts Katsuu, Awa et Yae (嘉津宇岳安和岳八重岳自然保護区?) (Préfectoral)